# Wilhelm von Apell
Wilhelm von Apell (16 de enero de 1892 - 7 de marzo de 1969) fue un general alemán en la Wehrmacht durante la II Guerra Mundial quien comandó la 22ª División Panzer. Recibió la Cruz de Caballero de la Cruz de Hierro de la Alemania Nazi.

## Biografía
Nacido en 1892, Apell se unió al ejército del Imperio alemán como Fahnen-junker (oficial cadete) en 1910. Fue comisionado en la infantería ligera y luchó en la Primera Guerra Mundial. En el periodo de entreguerras, sirvió en el Reichsheer y después en la Wehrmacht. Lideró el 11º Regimiento de Rifles de Caballería de la 4ª División Ligera entre 1938 y 1940, luchando en la invasión de Polonia.
La 4ª División Ligera se convirtió en una unidad blindada a principios de 1940 y entonces, fue designada como la 9ª División Panzer; sirvió en la campaña de los Países Bajos y en la batalla de Francia. También participó en la invasión de Yugoslavia y en la batalla de Grecia al año siguiente. Para entonces, Apell, todavía con la división, era comandante de la 9ª Brigada Schützen (de Rifles). Durante su periodo al mando de la 9ª Brigada Schützen, se le concedió la Cruz de Caballero de la Cruz de Hierro.
En septiembre de 1941 y ahora como Generalmajor, Apell fue seleccionado como comandante de la recién formada 22ª División Panzer. Formada en Francia, gran parte del equipo de la división era material capturado y extranjero con relativamente pocos tanques modernos. Con su entrenamiento completado, la división fue transferida al frente oriental en febrero de 1942. Apell lideró la división a lo largo de la batalla del estrecho de Kerch hasta julio de 1942, cuando se puso enfermo y fue remplazado.
Al no retornar al mando hasta estar recuperado de salud, Apell fue puesto en la reserva (Führerreserve) hasta marzo de 1943. Fue hecho Inspector del Ejército de Reemplazo en Viena y, siendo ascendido a Generalleutnant, sirvió en este papel por el resto de la guerra. Murió en la villa de Varnhalt, cerca de Baden-Baden, el 7 de marzo de 1969.